# من کاپاتاز هستم
من کاپاتاز هستم (انگلیسی: Io sono il capataz) فیلمی ایتالیایی به کاگردانی جورجو سیمونلی در سبک کمدی و وسترن اسپاگتی است که در سال ۱۹۵۰ منتشر شد.

## بازیگران
- رناتو راسل
- سیلوانا پامپانینی
- لوئیجی پاوزه
- ماریلین بوفرد
- سوفیا لورن
- کارلو دله پیانه
- برونو کورلی
- آمالیا پلگرینی
- ماریو پیسو
- ویرجیلیو رینتو
- جولیو دونینی
- جووانی اونوراتو
- آنجلو دسی